# Джампаоло ді Паола
Джампао́ло ді Пао́ла (італ. Giampaolo Di Paola; нар. 15 серпня 1944, Торре-Аннунціата, Неаполь, Італія) — італійський військовослужбовець, політичний діяч, адмірал військово-морських сил Італії, Міністр оборони Італії (2011—2013), Голова Військового комітету НАТО (2008—2011).

## Біографічні відомості

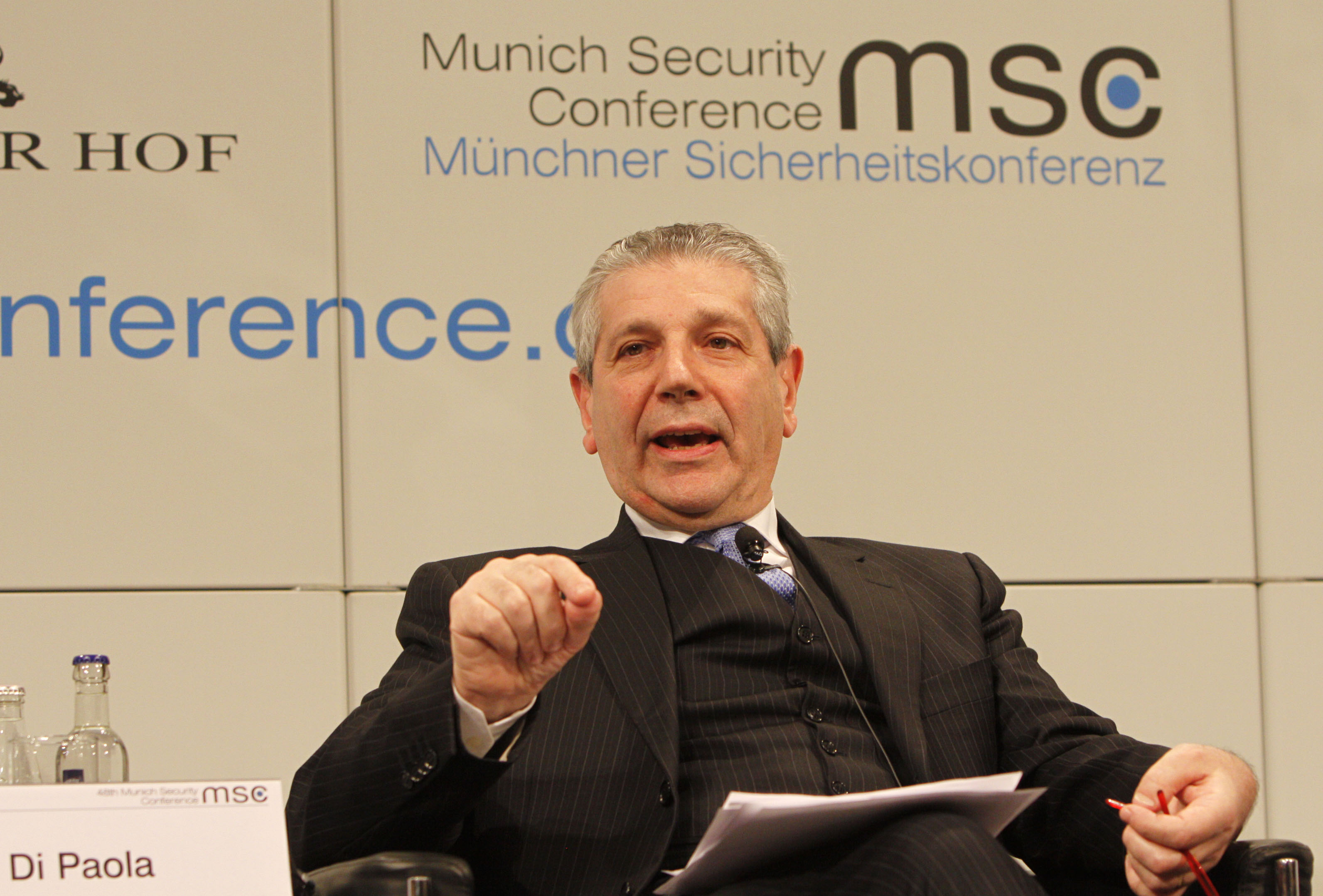
Джампаоло Ді Паола на 48-й Мюнхенській конфренеції з безпеки (2012-й рік)

Джампаоло Ді Паола народився 15 серпня 1944 року в містечку Торре-Аннунціата, що в провінції Неаполь. У 1944 році здобув учений ступінь зі стратегічних і військових наук. У 1963 році пішов служити в італійський військово-морський флот, паралельно навчаючись у Військово-морській академії, яку закінчив у 1966 році. У 1967 році він взяв участь в навчаннях флоту Submarine, отримавши після успішного закінчення звання молодшого лейтенанта, а згодом (31 липня 1971 року) і звання лейтенанта.
У 1981 році проходив навчання у Військовому коледжі НАТО в Римі. До 1984 року служив офіцером з реалізації програм протичовнової оборони і підводної війни відділу перспективного планування в штаб-квартирі Стратегічного командування ОЗС НАТО в Атлантиці (Норфолк, Вірджинія).
У період з 1984 року по 1986 рік Ді Паола командував одним з фрегатів типу «Маестрале» — «Грекале». У 1986 році призначений начальником сектору розробок планів і програм в Управлінні фінансового планування Штабу ВМС Італії.
З 1989 по 1990 — командував флагманом італійського флоту авіаносцем «Джузеппе Гарібальді». У цих роках отримав звання капітана.
У 1990 році Ді Паола повернувся в штаб ВМС і був призначений виконавчим помічником заступника начальника штабу, а пізніше начальником відділення розробки військово-морських планів і концепцій. У 1993 році призначений помічником начальника штабу з планування та оперативних питань.
У 1993 році брав участь в операціях НАТО, що проходили на території колишньої Югославії, а також в операціях ООН проти піратів в Сомалі. За успішне виконання місії Ді Паола отримав звання контр-адмірала.
У 1994 році Ді Паола призначений начальником Управління оборонної політики Штабу збройних сил Італії. А з 1998 по 2001 рік був начальником канцелярії Міністра оборони Італії. На цій посаді він брав активну участь у підтримці політичних рішень щодо проведення операцій НАТО у Косово. У 1999 році отримав звання віце-адмірала.
У березні 2001 року призначений генеральним секретарем з оборони і національним директором з озброєння.
10 березня 2004 року переведений в адмірали і призначений начальником Штабу збройних сил Італії.
13 лютого 2008 року призначений Головою Військового комітету НАТО.
16 листопада 2011 року Ді Паола був призначений Міністром оборони Італії в уряді Маріо Монті. Перебуваючи на час призначення з місією в Афганістані, був приведений до присяги тільки 18 листопада.

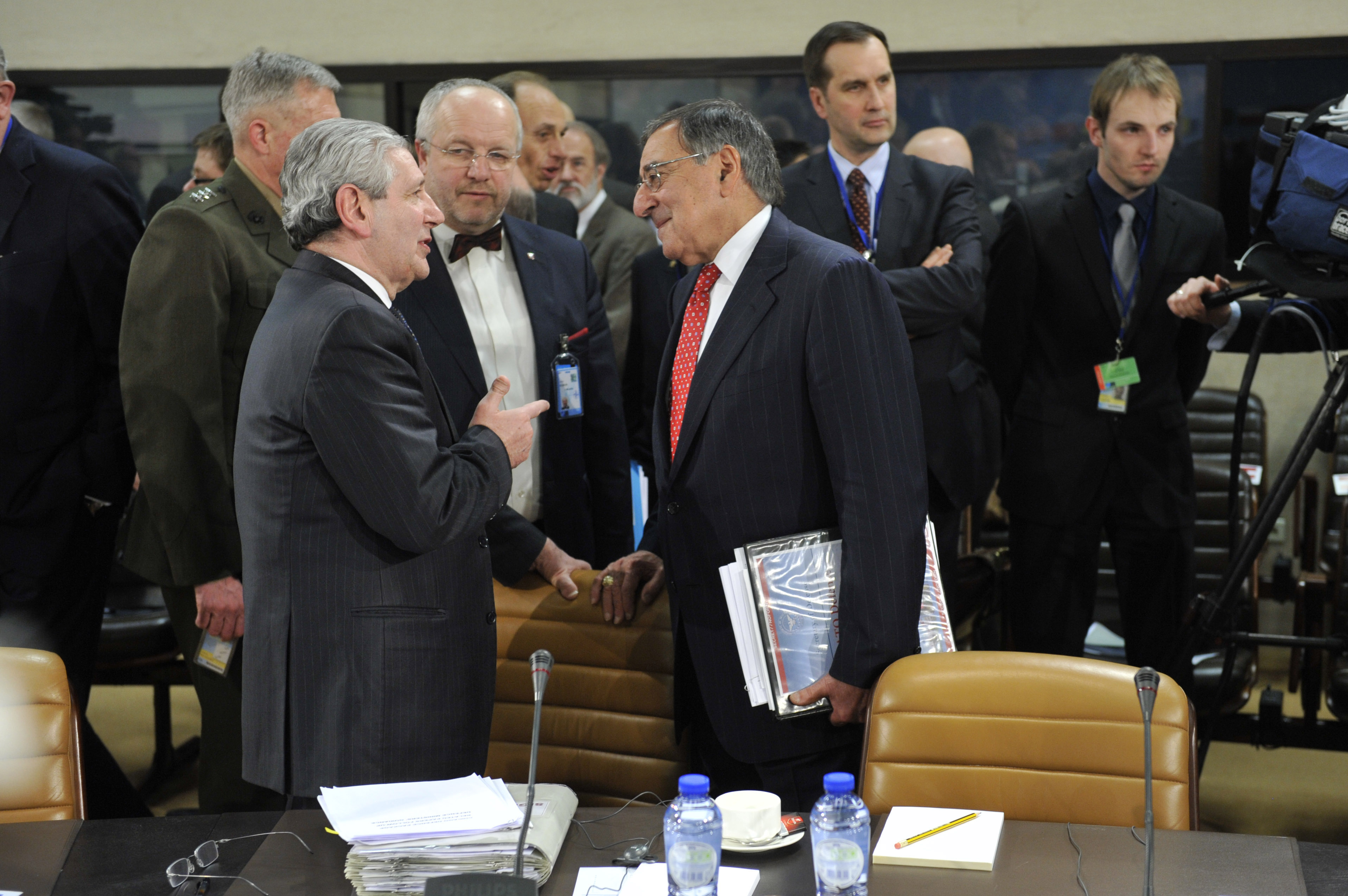
Джампаоло Ді Паола (ліворуч) під час засідання НАТО на рівні міністрів оборони (Брюссель, 21 лютого 2013

Джампаоло Ді Паола другий в історії Італії міністр оборони, який зайняв цей пост, будучи військовим. Останній раз військовим, який займав цей пост, був генерал-лейтенант Доменіко Корціоне (Міністр оборони в 1995—1996 рр.).
Ді Паола одружений і має двох дочок. Він вільно говорить англійською, французькою та іспанською мовами. Його інтереси: образотворче мистецтво, література і класична музика, катання на лижах і альпінізм.

## Нагороди
| Стрічка | Назва                                             |
|         | Військовий орден Італії                           |
|         | Орден «За заслуги перед Італійською Республікою»  |
|         | Маврикіанська медаль                              |
|         | Медаль «al merito di lungo comando nell'esercito» |
|         | Медаль «d'onore per lunga navigazione marittima»  |
|         | Медаль «Anzianità di servizio»                    |
|         | Орден Заслуг «pro Merito Melitensi»               |
|         | Орден святого Григорія Великого                   |
|         | Орден Святого Георгія                             |
|         | Орден Почесного легіону                           |
|         | Легіон Заслуг                                     |
|         | Орден «За заслуги» (Франція)                      |
|         | Пам'ятна медаль Мальтійського Ордену              |
|         | Орден Інфанта дона Енріке                         |
|         | Медаль UNMIK                                      |